# Kammerdieselmotor
Der Kammerdieselmotor, auch IDI-Dieselmotor (indirect injection), ist ein Dieselmotor mit einem in Hauptbrennraum und Nebenkammer unterteiltem Brennraum.
In der Literatur werden zwei Arten von Kammerdieselmotoren unterschieden: mit Vorkammer und mit Wirbelkammer.

## Prinzip
Der Kraftstoff wird in die Nebenkammer eingespritzt. Dort setzt die Verbrennung ein, und der Druck in der Kammer steigt durch die beginnende Verbrennung steil an, sodass zunächst fettes Gemisch aus Kraftstofftröpfchen und Luft durch den Schusskanal in den Hauptbrennraum gepresst wird, wobei es verwirbelt mit der komprimierten Luft im Zylinder fein verteilt verdampft und so möglichst vollständig verbrennt (innere Gemischbildung). Geeignete Formgebung sorgt mit angepasst geringem Zündverzug für einen möglichst günstigen Verbrennungsprozess (Diesel- bzw. Seiliger-Kreisprozess).

## Geschichte
Bevor Prosper L’Orange 1909 die Vorkammereinspritzung erfand, benötigten Dieselmotoren einen großen Aufbau mit zusätzlichem Hochdruck-Luftkompressor, um den Kraftstoff mit Druckluft einzublasen und dabei ausreichend zu zerstäuben (Lufteinblasung). Es gab noch keine Einspritzpumpen, deren Fördermenge man regeln konnte und die gleichzeitig den hohen erforderlichen Druck aufbrachten.
Die Vorkammer verringerte den erforderlichen Einspritzdruck und kam ohne Druckluftversorgung aus, womit sie die Grundlage war, für kleine, schnelllaufende und damit für Landkraftfahrzeuge geeignete Dieselmotoren.
1931 entwickelte Harry Ricardo die Wirbelkammer. Sie hat Kugel- oder Zylinderform, der Schusskanal ist weiter als bei einer Vorkammer und mündet in der Kammer tangential. Dadurch wird trotz des weiten Schusskanals mit verringerten Strömungsverlusten ein stärkerer Luftwirbel erzeugt, in dem der Kraftstoff sich ausreichend fein verteilt.
Kammermotoren waren bis in die 1990er Jahre weit verbreitet, bevor sie durch Motoren mit moderner Direkteinspritzung verdrängt wurden. Seitdem werden sie noch als kostengünstige, einfache, kleine Motoren in Nischenanwendungen wie Dieselgeneratoren und Baumaschinen verwendet.